# 粕川駅
粕川駅（かすかわえき）は、群馬県前橋市粕川町西田面にある上毛電気鉄道上毛線の駅である。
日中は30分毎の定時運行を行っており、一部の列車を除き交換を行う。

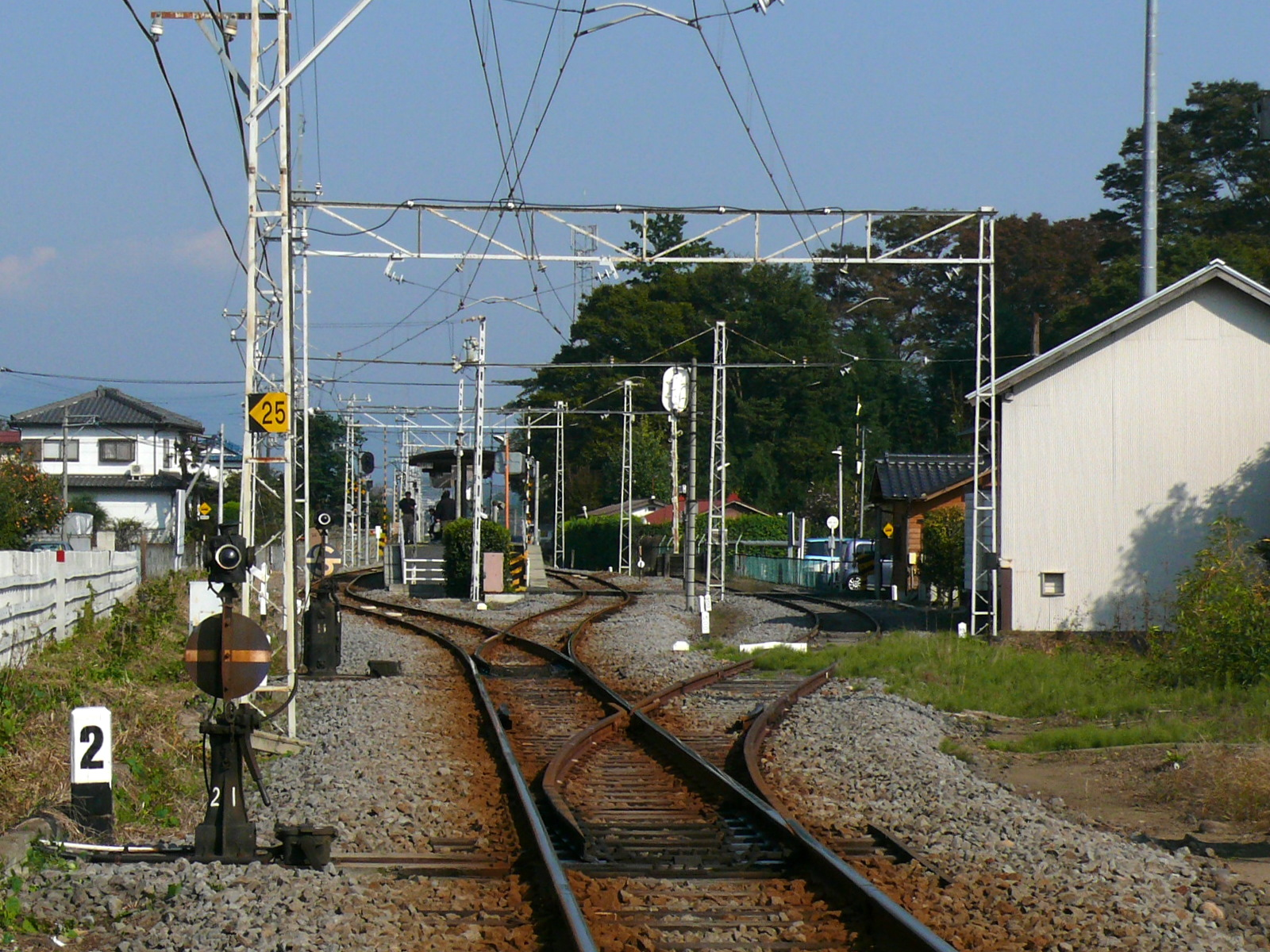
駅構内を中央前橋側より望む。（2009年10月）

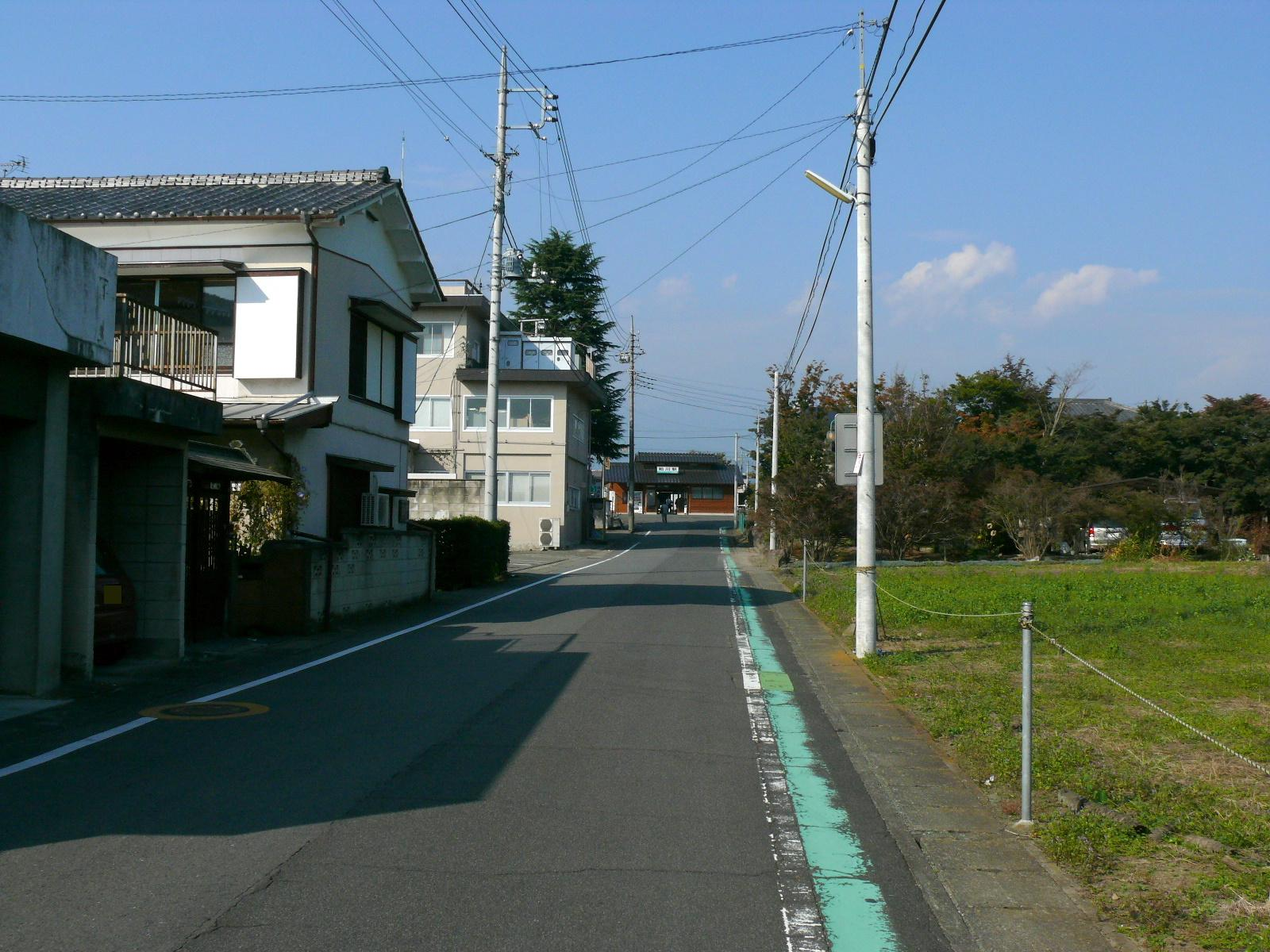
駅前通りの群馬県道113号粕川停車場線。この奥が駅舎。（2009年10月）

## 歴史
- 1928年（昭和3年）11月10日 - 開業[1]。
- 1992年（平成4年）9月21日 - 東武鉄道の急行列車「りょうもう」の急行券の取り扱いを開始[2]。
- 2004年（平成16年）
  - 9月 - 旧駅舎（開業当時から使用されていた木造駅舎）が取り壊される。
  - 11月30日 - 新駅舎が完成。

## 駅構造
島式ホーム1面2線を有する地上駅。限定日有人駅である。駅舎側に保守線が1線ある。

### のりば
| 駅舎側 | ■上毛線 | 上り | 中央前橋方面 |
| 反対側 | ■上毛線 | 下り | 西桐生方面   |

- 案内上ののりば番号は設定されていない。

## 利用状況
1日の平均乗降人員は以下の通りである。
| 1日乗降人員推移 | 1日乗降人員推移 |
| 年度            | 1日平均人数     |
| --------------- | --------------- |
| 2011年          | 335             |
| 2012年          | 310             |
| 2013年          | 323             |
| 2014年          | 298             |
| 2015年          | 286             |
| 2016年          | 257             |
| 2017年          | 249             |
| 2018年          | 253             |

## 駅周辺
- 前橋市農業協同組合粕川支所
- 前橋市役所粕川支所（旧・粕川村役場）
- 粕川郵便局
- 群馬銀行粕川支店
- 群馬県道113号粕川停車場線
- アバンセ 粕川店

## バス路線
- 赤城タクシーによるデマンドバスがある。

## 隣の駅
上毛電気鉄道
■上毛線
新屋駅 - 粕川駅 - 膳駅